# Lenny Clarke
Lenny Clarke, född 16 september 1953 i Cambrigde, Massachusetts, är en amerikansk skådespelare och komiker.

## Filmografi (urval)
- 1996 – Stolen Hearts
- 2001 – Den galna jakten på ringen
- 2003–2004 – En svärfar för mycket (TV-serie)